# Distrito de Bayeux
El distrito de Bayeux es un distrito (en francés, arrondissement) del departamento de Calvados, ubicado en la región de Normandía, en Francia. Tiene una población estimada, a inicios de 2021, de 73 794 habitantes.
Cuenta con 123 comunas.

## División territorial

### Cantones
A partir de 2015 los cantones fueron disueltos como subdivisiones administrativas y pasaron a ser meras circunscripciones electorales departamentales, vigentes solamente durante las elecciones para los concejos departamentales.
Por lo tanto, el cantón en Francia no es una persona jurídica, no tiene presupuesto, ni competencia, ni empleados, ni administrador, a diferencia de las mancomunidades de municipios u otras administraciones locales. Solo existe en el contexto de elecciones departamentales.
El "cantón" en el sentido popular ("los habitantes del cantón") es hoy, por lo tanto, una denominación desprovista de cualquier fundamento.

### Comunas
Al 1 de enero de 2024, las comunas que integran el distrito son las siguientes:
1. Agy
2. Arganchy
3. Arromanches-les-Bains
4. Asnelles
5. Asnières-en-Bessin
6. Audrieu
7. Aure-sur-Mer
8. Balleroy-sur-Drôme
9. Banville
10. Barbeville
11. Bayeux
12. Bazenville
13. La Bazoque
14. Bény-sur-Mer
15. Bernesq
16. Blay
17. Le Breuil-en-Bessin
18. Bricqueville
19. Bucéels
20. Cahagnolles
21. La Cambe
22. Campigny
23. Canchy
24. Carcagny
25. Cardonville
26. Cartigny-l'Épinay
27. Castillon
28. Chouain
29. Colleville-sur-Mer
30. Colombières
31. Colombiers-sur-Seulles
32. Commes
33. Condé-sur-Seulles
34. Cormolain
35. Cottun
36. Crépon
37. Creully-sur-Seulles
38. Cricqueville-en-Bessin
39. Cristot
40. Crouay
41. Cussy
42. Deux-Jumeaux
43. Ducy-Sainte-Marguerite
44. Ellon
45. Englesqueville-la-Percée
46. Esquay-sur-Seulles
47. Étréham
48. La Folie
49. Fontaine-Henry
50. Fontenay-le-Pesnel
51. Formigny La Bataille
52. Foulognes
53. Géfosse-Fontenay
54. Grandcamp-Maisy
55. Graye-sur-Mer
56. Guéron
57. Hottot-les-Bagues
58. Isigny-sur-Mer
59. Juaye-Mondaye
60. Juvigny-sur-Seulles
61. Lingèvres
62. Lison
63. Litteau
64. Longues-sur-Mer
65. Longueville
66. Loucelles
67. Magny-en-Bessin
68. Maisons
69. Mandeville-en-Bessin
70. Le Manoir
71. Manvieux
72. Meuvaines
73. Le Molay-Littry
74. Monceaux-en-Bessin
75. Monfréville
76. Montfiquet
77. Mosles
78. Moulins-en-Bessin
79. Nonant
80. Noron-la-Poterie
81. Osmanville
82. Planquery
83. Ponts-sur-Seulles
84. Port-en-Bessin-Huppain
85. Ranchy
86. Rubercy
87. Ryes
88. Saint-Côme-de-Fresné
89. Sainte-Croix-sur-Mer
90. Saint-Germain-du-Pert
91. Sainte-Honorine-de-Ducy
92. Saint-Laurent-sur-Mer
93. Saint-Loup-Hors
94. Saint-Marcouf
95. Sainte-Marguerite-d'Elle
96. Saint-Martin-de-Blagny
97. Saint-Martin-des-Entrées
98. Saint-Paul-du-Vernay
99. Saint-Pierre-du-Mont
100. Saint-Vaast-sur-Seulles
101. Saint-Vigor-le-Grand
102. Sallen
103. Saon
104. Saonnet
105. Sommervieu
106. Subles
107. Sully
108. Surrain
109. Tessel
110. Tilly-sur-Seulles
111. Tour-en-Bessin
112. Tournières
113. Tracy-sur-Mer
114. Trévières
115. Le Tronquay
116. Trungy
117. Vaucelles
118. Vaux-sur-Aure
119. Vaux-sur-Seulles
120. Vendes
121. Ver-sur-Mer
122. Vienne-en-Bessin
123. Vierville-sur-Mer